# Bagginidae
Bagginidae es una familia de foraminíferos bentónicos de la superfamilia Discorboidea, del suborden Rotaliina y del orden Rotaliida. Su rango cronoestratigráfico abarca desde el Barremiense (Cretácico inferior) hasta la Actualidad.

## Clasificación
Bagginidae incluye a las siguientes subfamilias y géneros:
- Subfamilia Serovaininae
  - Ozourina †
  - Rotamorphina †
  - Serovaina †
- Subfamilia Baggininae
  - Baggina
  - Cancris, también considerada en la familia Cancrisidae
  - Cibicorbis †, también considerada en la familia Cancrisidae
  - Cribrobaggina
  - Natlandia
  - Neocrosbyia
  - Physalidia
  - Pseudocancris
  - Sakhiella †
  - Valvulineria, también considerada en la familia Cancrisidae
  - Valvulinoides †

Otros géneros considerados en Bagginidae son:
- Conorbinopsis † de la subfamilia Serovaininae, aceptado como Serovaina
- Doyrana de la subfamilia Baggininae, aceptado como Natlandia
- Ecuadorota de la subfamilia Baggininae, también considerada en la familia Cancrisidae
- Latecella de la subfamilia Baggininae, aceptado como Cribrobaggina
- Rotalina de la subfamilia Baggininae, aceptado como Cancris